# Lawrence Norfolk

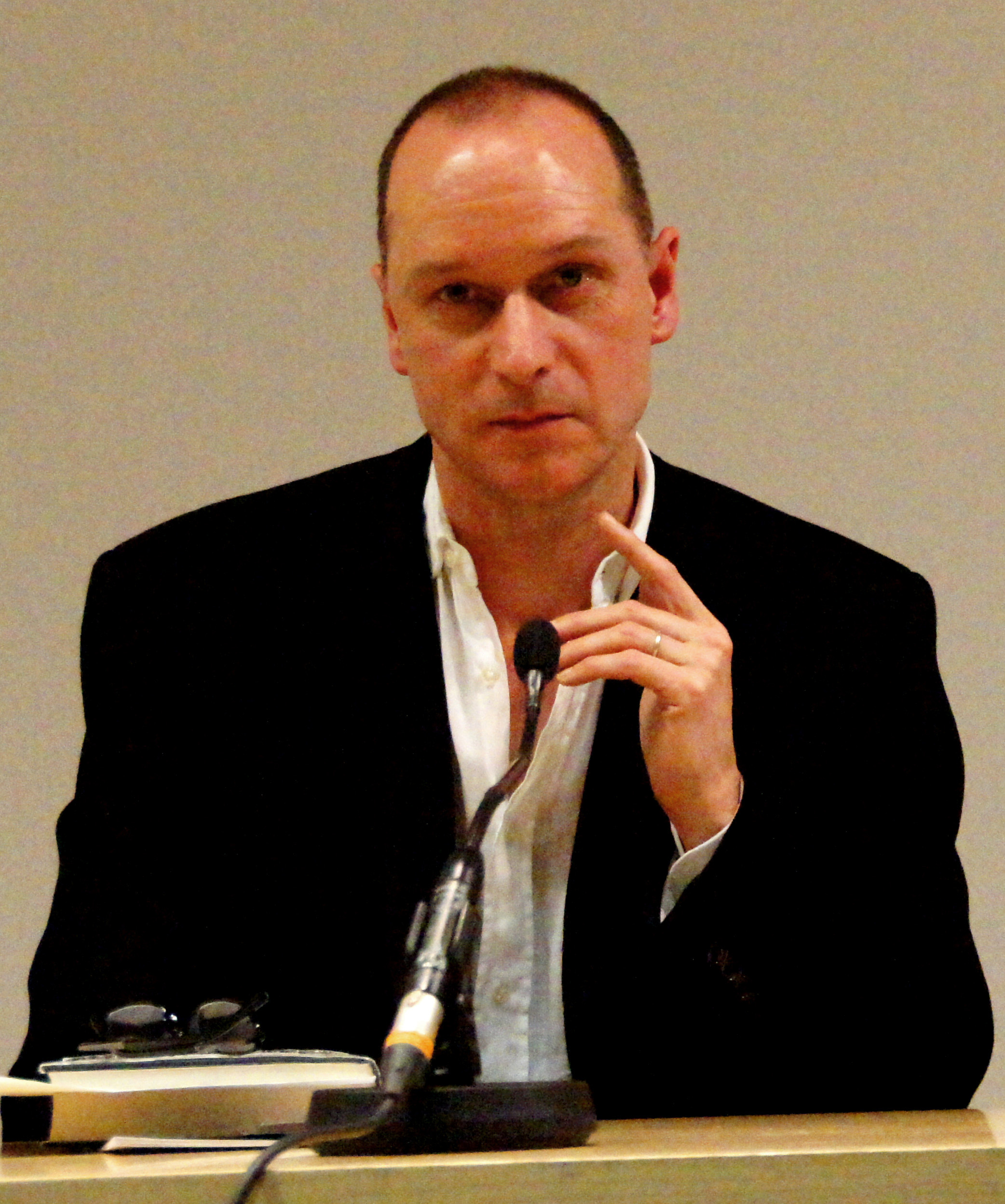
Lawrence Norfolk, Wien, 2013

Lawrence Norfolk (* 1. Oktober 1963 in London) ist ein britischer Romanautor.

## Leben
Norfolk studierte bis 1986 Englisch am King’s College (Universität London). Darauf arbeitete er als Lehrer und als freier Autor für verschiedene Zeitschriften und Magazine, unter anderem für The Times Literary Supplement.

## Rezeption
In seinen Romanen verquickt Norfolk genau recherchierte historische Detail- und Milieuschilderungen mit fantasievoll erdachten fiktiven Elementen.
Lemprière’s Wörterbuch
Hier wird auf der einen Seite die Geschichte der Erstellung des 1788 erschienenen Classical Dictionary durch John Lemprière erzählt, vermischt aber mit der Entstehung der Ostindien-Handelsgesellschaft, dem Massaker an den französischen Hugenotten in La Rochelle, Abenteuern der Pantisokratischen Piraten und der griechischen Mythologie. Für diesen Roman wurde Norfolk 1992 mit dem Somerset Maugham Award ausgezeichnet. Die Literaturkritik der Zeit hingegen bemängelte an dem Roman „seine eisige Künstlichkeit, seine Plastik-Perfektion“. Darüber hinaus entzündete sich an Hanswilhelm Haefs’ eigenwilliger Eindeutschung des Romans eine Debatte über die Qualität der Übersetzung.
Ein Nashorn für den Papst
Die Rivalität Spaniens und Portugals um die Gunst des Papstes im frühen 16. Jahrhundert führt zu Expeditionen, um dem Papst ein Nashorn (Rhinocerus) für seine Menagerie in Rom zu besorgen. Gleichzeitig schildert Norfolk die Erlebnisse von deutschen Ordensbrüdern in der Tiberstadt, die von der Insel Usedom nach Rom gereist sind.
In Gestalt eines Ebers
Während die ersten beiden Romane erkennbar aus den gleichen Zutaten gemischt wurden – eine untergegangene Stadt, ein geheimnisvolles Schiff, ein totes Monstrum – weicht das Strickmuster des dritten deutlich ab: In dem Roman In Gestalt eines Ebers greift Norfolk den Mythos der kalydonischen Eberjagd auf: Im 13. Jahrhundert v. Chr. richtet ein Eber schreckliche Verwüstungen an. 60 Männer und eine Frau jagen das Tier, das Artemis, die Göttin der Jagd, in das Land geschickt hat, weil ihr nicht genügend gehuldigt wurde. In dem Roman wiederholt sich die Geschichte im Zweiten Weltkrieg: Diesmal sind griechische Partisanen die Jäger und ein deutscher Offizier der Wehrmacht ist die Beute.

## Werke
Erzählungen
- Drug squad smeeched my Hoover. In: Maria Lexton (Hrsg.): The Time out book of London short stories. Penguin Books, London 1993, ISBN 0-14-023085-8.

Romane
- Lemprière's Wörterbuch. Roman („Lemprière's Dictionary“). Knaus, München 1992, ISBN 3-8135-1046-8.
- Ein Nashorn für den Papst. Roman („The Pope's Rhinoceros“). Knaus, München 1996, ISBN 3-8135-1920-1.
- In Gestalt eines Ebers. Roman („In the Shape of a Boar“). Knaus, München 2001, ISBN 3-8135-0085-3.
  - In Gestalt eines Ebers. Hörbuch („In the Shape of a Boar“). BMG, Köln 2001, ISBN 3-89830-292-X (6 CDs, gelesen von Christoph Lindert).
- Das Festmahl des John Saturnall. Roman („John Saturnall's Feast“). Knaus, München 2012, ISBN 978-3-8135-0366-1.
  - Das Festmahl des John Saturnall. Hörbuch („John Saturnall's Feast“). Random House Audio, München 2012, ISBN 978-3-8371-1913-8. (6 CDs, gelesen von Heikko Deutschmann).

Sachbücher
- Ott's sneeze. Book Works Edition, London 2002, ISBN 1-870699-52-1 (zusammen mit Neal White).